# Michałówka (Poddąbrowa)
Michałówka – część wsi Poddąbrowa w Polsce, położona w województwie lubelskim, w powiecie zamojskim, w gminie Miączyn.
W latach 1975–1998 Michałówka administracyjnie należała do województwa zamojskiego.